# Cadenette
« Cadenette » est le nom donné à plusieurs coiffures, notamment une coiffure militaire qui consistait en deux tresses ou mèches de cheveux partant du milieu du crâne et se retroussant de chaque côté de la tête sous le chapeau.

## Histoire
D'abord appelée moustache, il s'agit d'une mèche de cheveux que l'élégant porte plus longs du côté gauche, retombant sur l'épaule. Elle prend le nom de cadenette quand, au début du XVIIe siècle, Honoré d'Albert, seigneur de Cadenet et frère du duc de Luynes, imagine de l'attacher avec un nœud de ruban orné d'un bijou.
Au XVIIIe siècle s'ajoute un nouveau sens. On appelle également cadenette une « boucle de cheveux qui pend à une perruque, et qu'on noue au milieu ». Lorsque la perruque passe de mode à la Révolution, les jeunes élégants qui portent les cheveux longs se coiffent « à la cadenette » avec une tresse dans le dos, parfois relevée par un peigne. Le nom est également donné aux tresses que portent parfois les grenadiers et plus souvent les hussards, les corps qui ont conservé le plus longtemps la cadenette. Ce type de coiffure dans son usage militaire était censé protéger des coups de sabre.
Pendant la Terreur, cette coiffure était devenue un symbole d'attachement à l'ancien régime et Charles de Lacretelle, incarcéré à la prison du Bureau central, s'y trouva en compagnie de jeunes gens que le port d'une cadenette faisait soupçonner d'être des ennemis de la révolution.

## Autres usages
Le terme est également employé pour désigner une petite tresse : « les cadenettes d'une petite fille » (couettes). 

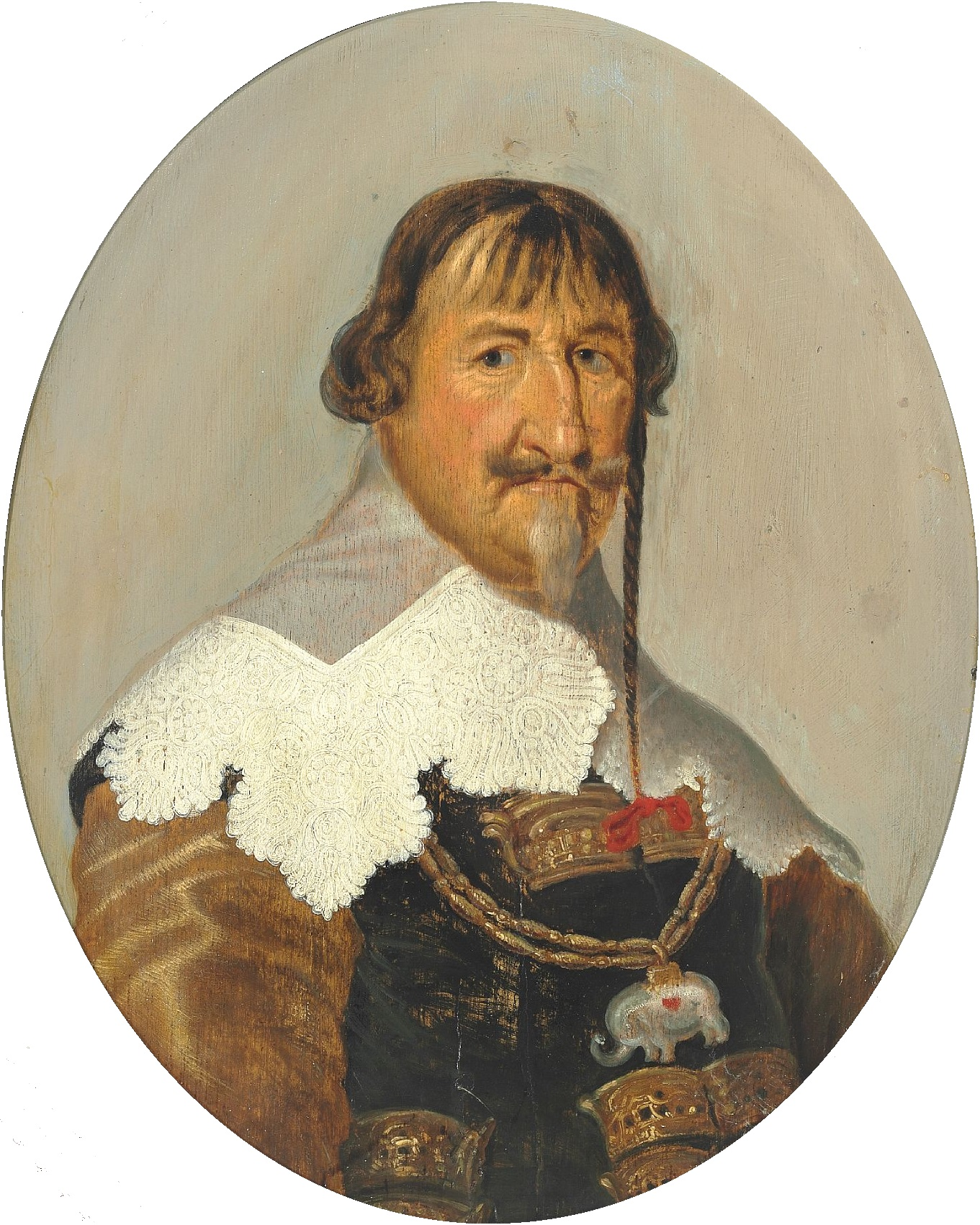
Cadenette de Christian IV (roi de Danemark), vers 1630.
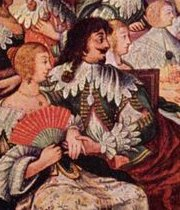
Gravure d'Abraham Bosse, 1635 Bal, détail. L’homme porte une cadenette rattachée par un ruban en forme de rosace.
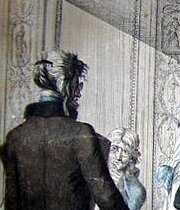
Cadenette 18ème s.
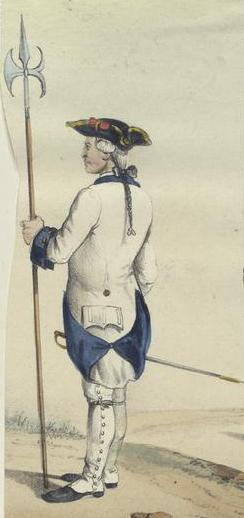
Gravure anonyme, 1761, militaire portant une cadenette.
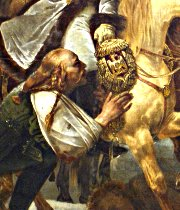
Tableau du baron Gros, 1808, Napoléon à Eylau (1807), détail.